# Daniel Josefsson
Daniel Josefsson, född 15 oktober 1981 i Tranås, är en svensk ishockeyspelare som spelar för HC Vita Hästen i Hockeyallsvenskan. Han spelade senaste säsongen i Leksands IF men har också spelat i AIK Hockey, HV71, Södertälje SK, Malmö Redhawks, MoDo Hockey, Rögle och Tranås AIF Hockey.
I december 2009 debuterade Josefsson i A-landslaget i Channel One Cup efter att Sebastian Erixon lämnat återbud. Under turneringens tre matcher noterades Josefsson för en assistpoäng.
Den 2 maj 2012 presenterades Josefsson som nyförvärv av AIK Ishockey.

## Karriär

### Klubbar
- Moderklubb  Tranås AIF
- 1997-2003   HV71, SuperElit, Elitserien
- 2000-2001   Tranås, Allsvenskan
- 2002-2006   Rögle BK, Allsvenskan
- 2006-2010   Södertälje, Allsvenskan, Elitserien
- 2010-2011   MODO, Elitserien
- 2011-2012   Malmö Redhawks, Allsvenskan
- 2012-2014   AIK Ishockey, SHL
- 2014-2015   Leksands IF, SHL
- 2015-  0000 HC Vita Hästen, Allsvenskan

### Meriter
- 1998-1999  	U18 JVM Silvermedalj
- 2006-2007  	Uppflyttning från Allsvenskan till Elitserien med Södertälje